# Зельзинген
Зельзинген (нем. Selsingen) — община в Германии, в земле Нижняя Саксония.
Входит в состав района Ротенбург-на-Вюмме. Подчиняется управлению Зельзинген. Население составляет 3424 человека (на 31 декабря 2010 года). Занимает площадь 41,86 км².
Коммуна подразделяется на 6 сельских округов.